# 審死官 (1992年電影)
《審死官》是1992年上映的一部香港喜劇電影，由杜琪峰执导，周星馳及梅艷芳主演，改編自粵劇《審死官》。電影香港票房逾5000萬，位列香港年度華語片第一位；獲提名第29屆金馬獎及第12屆香港電影金像獎共九項獎項，周星馳憑本作榮獲第37屆亞太影展最佳男主角。

## 故事
在清朝道光至咸豐年間，宋世傑（周星馳飾）是廣州有名的狀師。他因为了家中生計專替有罪的富人打官司脱罪獲取不義之財而遭天譴，使得十幾個兒子相繼早夭。他與心地善良有正義感但潑辣的妻子（梅艷芳飾）十分恩爱。為了不绝後，宋世傑經妻子勸告後决定不再造惡業于是封筆停止辦案，並開了家小客棧谋生。
一日，宋世傑夫人巧遇從山西落難到廣州的孕婦楊秀珍（吴家麗饰），得知她的丈夫被姚大夫婦害死的冤情，但由于姚大老婆乃山西布政司（梁家仁饰）的妹妹，因此得到山西官员的庇护。宋夫人请丈夫为杨氏伸冤，被宋拒绝。於是宋夫人自写状纸，不料上堂却被廣州新任知縣何汝大（吳孟達饰）打伤，宋世杰因此怒火中烧决定重出江湖，为杨氏讨个公道。
因何汝大收受山西布政司的密信和五千两白银的贿赂，所以何将宋世杰打入监牢，后宋靠装疯得以逃脫。在楊青（高雄飾）的帮助下，宋请来八府巡按大人（秦沛饰）来此审案。在宋与老婆的精彩配合与聪明智辩下，揭出廣州知縣与山西布政司之间的内幕交易。
最终不仅姚大夫妇二人被绳之以法，官官相护的丑恶嘴脸也得到了淋漓尽致地讽刺与鞭笞。而宋世傑夫婦經過此事也脫離生子早夭的宿命最後兒孫滿堂。

## 演員

### 主演
| 演員   | 角色                                                   |
| 周星馳 | 宋世傑/狀師 （國語配音：姜先誠）                       |
| 梅艷芳 | 宋李氏/宋世傑夫人，產下女兒 （粵語配音：龍寶鈿）       |
| 黃一飛 | 阿福/宋世傑家丁 (粵語配音：張炳強)                     |
| 朱咪咪 | 奶媽                                                   |
| 吳家麗 | 楊秀珍/楊勉妹妹，她丈夫被姚大毒死 (粵語配音：曾慶珏)   |
| 吳孟達 | 何汝大/廣州知縣，人奸屁多 （國語配音：胡立成）         |
| 秦 沛  | 八府巡按大人（和楊青相認的信物──紙扇上的名字為鄧小平） |
| 梁家仁 | 山西布政司，姚田氏亲兄 (粵語配音：張炳強)              |

### 配角
| 演員   | 角色                                      |
| 胡美儀 | 何夫人，贪财                              |
| 高雄   | 楊青/楊勉結義兄弟 (粵語配音：馮志輝)      |
| 苑瓊丹 | 姚田氏/姚大之妻/山西布政司之妹            |
| 戚其義 | 姚大，害死其亲弟弟（即楊秀珍丈夫）的凶手  |
| 鄭君綿 | 胡知縣/前任廣州知縣 (粵語配音：黃子敬)    |
| 黃新   | 陳祥富/員外/祥富金鋪老闆                  |
| 楊又祥 | 山西知縣                                  |
| 黃雄   | 楊勉/楊秀珍二哥                           |
| 秦煌   | 山西布政司母親                            |
| 王天林 | 鞋舖老闆                                  |
| 施介強 | 肥龍/廣州衙差 (粵語配音：劉昭文)          |
| 車保羅 | 瘦虎/廣州衙差                             |
| 馬湘鄂 | 陳祥富兒子陳大文                          |
| 龍天生 | 廣州知縣師爺                              |
| 曾近榮 | 二叔/宋世傑老師/大學士 (粵語配音：馮志輝) |
| 艾威   | 阿泉/山西布政司家丁 (粵語配音：劉昭文)    |
| 李成昌 | 阿源/山西布政司家丁 (粵語配音：馮志輝)    |
| 龍天生 | 陳祥富員外師爺                            |
| 梁心   | 張標 (粵語配音：馮志輝)                   |
| 侯煥玲 | 向宋李氏及楊秀珍借人奶的婦人              |
| 鄭家生 | 姚大派去的殺手                            |
| 潘健君 | 張標派去的打手                            |
|        | 小梅/楊秀珍丫環                           |
|        | 仵作                                      |

## 原著差異
原版中為老年人的男主角宋世傑變為青年，還大大增加新派武打和笑料。電影版的《审死官》改編自同名粵劇《審死官》，但將故事背景改明為清，劇中的「狀王」宋世傑其實就是京劇《四進士》的宋士傑，只是將老生改為小生。
本片中的宋世傑一角雖為劇中虛構人物，但出自于民间传说於廣東一帶，有「狀王」之稱的宋世傑。民初有一山西大同革命黨人宋世傑雖為同名，但與本片中的宋世傑無關。

## 軼事
該片是吳孟達與周星馳合作的電影中，是僅有兩個與周星馳敵對的角色之一（另外一部為《食神》）。
苑瓊丹與周星馳合作的電影中，唯一以反派角色登場的。
《審死官》是周星馳在2001年推出《少林足球》前最賣座的電影。
周星馳另一電影《九品芝麻官》由於也是以審案為主，兩電影容易被混淆。
电影中八府巡按的扇子上书“邓小平题”。
另外，片尾幾個官員在宋世傑前蹲下請求，背景是宋世傑父母的遺照。據盧偉力在電台節目提及：那一張「宋世傑父親」的照片其實是馬師曾，作為對這套劇的原著的致敬。
2021年2月27日，參演演員吳孟達因肝癌於當日下午5時多病逝。而巧合地翡翠台早於一星期前安排在2月27日晚上8時30分重播該電影，而當晚重播該電影前播放《無可比擬的演藝泰斗　永遠懷念吳孟達》悼念畫面。

## 獎項
| 年份 | 頒獎典禮             | 獎項             | 名字   | 結果 |
| ---- | -------------------- | ---------------- | ------ | ---- |
| 1992 | 第37屆亞太影展       | 最佳男主角       | 周星馳 | 獲獎 |
| 1992 | 第29屆金馬獎         | 最佳劇情片       |        | 提名 |
| 1992 | 第29屆金馬獎         | 最佳男主角       | 周星馳 | 提名 |
| 1992 | 第29屆金馬獎         | 最佳改編劇本     | 邵麗瓊 | 提名 |
| 1992 | 第29屆金馬獎         | 最佳剪輯         | 朱晨杰 | 提名 |
| 1992 | 第29屆金馬獎         | 最佳電影配樂     | 胡偉立 | 提名 |
| 1993 | 第12屆香港電影金像獎 | 最佳編劇         | 邵麗瓊 | 提名 |
| 1993 | 第12屆香港電影金像獎 | 最佳男主角       | 周星馳 | 提名 |
| 1993 | 第12屆香港電影金像獎 | 最佳女主角       | 梅艷芳 | 提名 |
| 1993 | 第12屆香港電影金像獎 | 最佳服裝造型設計 | 余家安 | 提名 |

## 外部連結
- 香港影庫上《審死官》的資料（繁體中文）
- 開眼電影網上《威龍闖天關》的資料（繁體中文）
- 豆瓣电影上《審死官》的資料 （简体中文）
- 时光网上《審死官》的資料（简体中文）
- 1905电影网上《審死官》的资料（简体中文）
- AllMovie上《審死官》的资料（英文）
- 爛番茄上《審死官》的資料（英文）
- 互联网电影数据库（IMDb）上《審死官》的资料（英文）

## 電視節目的變遷
| 香港無綫電視翡翠台 星期日影院 星期日13:15-15:20，星期一凌晨重播 | 香港無綫電視翡翠台 星期日影院 星期日13:15-15:20，星期一凌晨重播 | 香港無綫電視翡翠台 星期日影院 星期日13:15-15:20，星期一凌晨重播 |
| --------------------------------------------------------------- | --------------------------------------------------------------- | --------------------------------------------------------------- |
|                                                                 | 審死官 （2019年12月15日）                                       |                                                                 |
| 九品芝麻官 （2019年12月8日）                                    | 葉問 （2019年12月22日）                                         |                                                                 |